# Veliki Brijun
La Isla Veliki Brijun (en croata: Otok Veliki Brijun que significa literalmente Gran Brijun, en italiano: Brioni Grande) es una isla deshabitada en la parte croata del mar Adriático. Está situada en la costa occidental de Istria, en el norte del Adriático y es la isla más grande de las islas de Brijuni (también conocida como Brioni o las Islas Brionianas). Al igual que la mayor parte del archipiélago, Veliki Brijun es parte del Parque Nacional de Brijuni, establecido en 1983.